# Gnophos annubilata
Gnophos annubilata är en fjärilsart som beskrevs av Hugo Theodor Christoph 1885. Gnophos annubilata ingår i släktet Gnophos och familjen mätare. Inga underarter finns listade i Catalogue of Life.